# Etmopterus lucifer
Etmopterus lucifer és una espècie de peix de la família dels dalàtids i de l'ordre dels esqualiforms.

## Morfologia
- Els mascles poden assolir 47 cm de longitud total.[2]

## Alimentació
Menja principalment calamars, petits peixos osteïctis i gambes.

## Reproducció
És ovovivípar i neix amb una llargada de 15 cm.

## Hàbitat
És un peix marí d'aigües profundes que viu entre 150–1250 m de fondària.

## Distribució geogràfica
Es troba a l'Atlàntic sud-occidental (Uruguai, Brasil i Argentina), a l'Índic occidental (des de Tanzània fins a Sud-àfrica), al Pacífic occidental (des del Japó fins a Nova Zelanda) i al Pacífic sud-oriental.